# جیاژوانگ، هبئی
جیاژوانگ، هبئی (به لاتین: Jiazhuang) یک شهرک در جمهوری خلق چین است که در بخش جینگشینگ مینینگ واقع شده‌است. جیاژوانگ ۲۶۷ متر بالاتر از سطح دریا واقع شده‌است.